# قطعنامه ۱۵۱۷ شورای امنیت
قطعنامه  ۱۵۱۷ شورای امنیت سازمان ملل متحد که در تاریخ ۲۴ نوامبر ۲۰۰۳ تصویب شد، سندی بین‌المللی دربارهٔ بررسی وضعیت در قبرس است. این قطعنامه طی نشست ۴۸۷۰ام با ۱۵ رای موافق، ۰ مخالف و ۰ ممتنع تصویب شد.